# Martin Krumbiegel
Martin Krumbiegel (né en 1963 à Leipzig) est un ténor, chef d'orchestre et musicologue allemand interprétant principalement des oratorios, des cantates et de la musique de chambre vocale des XVIIe et XVIIIe siècles. Il est le frère du chanteur Sebastian Krumbiegel (en).

## Biographie
Martin Krumbiegel naît à Leipzig en Allemagne en 1963. Il fait partie du Thomanerchor de 1973 à 1982. Il étudie la musicologie à l'université de Leipzig et obtient son doctorat en 1994. Il prend également des cours privés de chants avec Andreas Sommerfeld.